# Colossos de Mèmnon

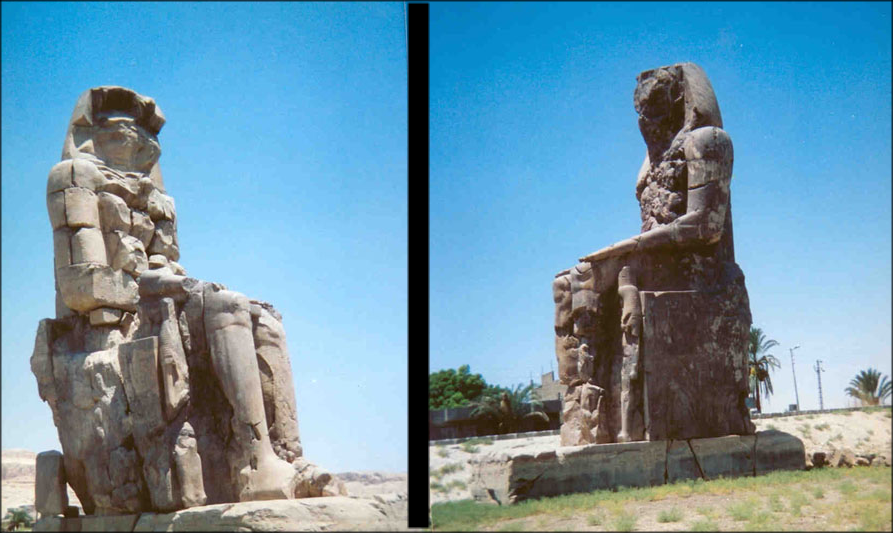
Vista lateral dels colossos

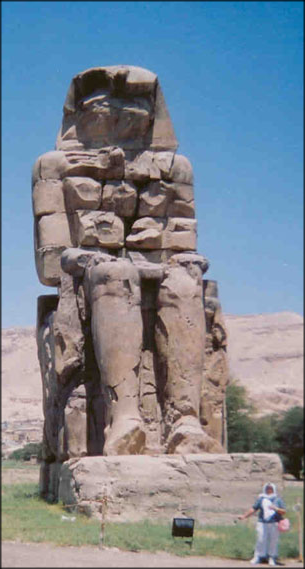
Un dels colossos, comparació de mesura

Els Colossos de Mèmnon (en àrab al-Kolossat o as-Salamat) són dues grans estàtues de pedra del faraó Amenhotep III, situades a l'oest de Luxor, prop de Madinet Habu (que és al sud-oest) i del Ramesseum (que és el nord-oest), a la zona dels temples de la Necròpolis Tebana.
El faraó Amenhotep III (del segle xiv aC) apareix assegut mirant en direcció al riu i al sol. A la part dels peus hi ha dues subfigures que són la seva dona Tiy i la seva mare Mutemwia.
La pedra de què són fets és una quarsita portada de Guiza o de Djebel al-Silsileh (55 km al nord d'Assuan). Mesuren uns 18 metres d'alt.
La seva funció era presidir l'entrada del temple d'Amenhotep, que no s'ha conservat. Aquest temple, avui anomenat temple de Kom el-Hettan, tenia 35 hectàrees i anava fins a Madinet Habu i fins al Ramesseum. Era més gran que el temple de Karnak.
Estrabó esmenta un terratrèmol que va malmetre els colossos el 27 aC, i des de llavors es van sentir uns sorolls, considerats les veus del Colossos, que van durar fins al 199 dC.
El nom de Mèmnon li fou donat pels grecs i correspon a un heroi de la guerra de Troia que era rei d'Etiòpia i va anar a defensar la ciutat. Els grecs donaven a tota la part de les necròpolis de Tebes el nom de Memnonium. Eren ben coneguts pels antics grecs i romans, així com pels primers viatgers moderns i egiptòlegs.

## Inscripcions
Les estàtues contenen 107 inscripcions d'època romana en grec i llatí, datades entre el 20-250 dC; aquestes inscripcions van permetre als viatgers moderns connectar les estàtues amb la literatura clàssica grega i llatina. Moltes de les inscripcions inclouen el nom "Memnon".
Van ser estudiats per primera vegada en detall per Jean-Antoine Letronne a la seva obra de 1831 La statue vocale de Memnon considérée dans ses rapports avec l'Égypte et la Grèce i després catalogats en el segon volum (1848) al seu Recueil des inscriptions grecques et latines de l'Égypte.